# 1024

1024(천이십사)는 1023보다 크고 1025보다 작은 자연수다.

## 수학
- 합성수로, 그 약수는 총 11개다. (1, 2, 4, 8, 16, 32, 64, 128, 256, 512, 1024)
  - 1024의 진약수의 합은 1023이므로, 1024는 부족수다.
  - 정확히 11개의 약수를 갖는 가장 작은 수다. 12개의 약수를 가지는 60처럼 1024보다는 작지만 11개보다 많은 약수를 가지는 수는 주로 약수에 2의 거듭제곱이 있다.
- 32번째 제곱수(322)다. 앞의 제곱수는 961, 다음 제곱수는 1089다.
- 4번째 5제곱수(45)다. 앞의 5제곱수는 243, 다음은 3125다.
- 2번째 10제곱수(210)다. 다음 10제곱수는 59049다.
- {\displaystyle 63^{16}-1}은 1024로 나누어떨어진다.
- 정1024각형은 작도할 수 있다.

## 과학
- NGC 1024(영어판): 양자리 방향에 있는 나선은하.

## 교통
- 1024번 홋카이도도(일본어판): 홋카이도 기타미시 단노정 내를 관통하는 일본의 도도.

## 문화유산
- 대한민국의 보물 제1024호: 청자 양각연화당초 상감운학문 완

## 작품
- 〈1024〉: 코요태의 디지털 싱글. 2015년 12월 7일 출시.

## 기타
- 날짜: 10월 24일
- 연도: 1024년, 기원전 1024년
- 보통 1024 바이트(byte)를 1 킬로바이트라고 부른다. 1999년 IEC에서 1024 바이트는 키비바이트(kibibyte)라 쓰고, 1000 바이트를 1 킬로바이트로 쓰자고 정했지만 아직 널리 쓰이지는 않고 있다. (이진 접두어 참고)